# إليزابيث آن ريد
إليزابيث آن ريد (بالإنجليزية: Elizabeth Anne Reid)‏ هي نسوية ‏ أسترالية، ولدت في 3 يوليو 1942 في تاري في أستراليا. أسست ريد وأنشأت وعملت مع عدد من المؤسسات الرائدة التابعة للأمم المتحدة والمنظمات الحكومية وغير الحكومية. تم تعيينها كأول مستشارة لشؤون المرأة في العالم لرئيس الحكوة من قبل حزب العمال الأسترالي برئاسة غوف ويتلام عام 1973.

## حياتها المبكرة وتعليمها
ولدت ريد في مدينة تاري التابعة لولاية نيو ساوث ويلز في أستراليا. بدأت بدراسة علم الإحصاء في عمر ال19 لتصبح مديرة المكتب الأسترالي للإحصاء، وعملت بين عامي 1964 و1966 كمبرمجة حاسوبية ومدربة. تابعت ريد دراستها لتحصل على بكالوريوس في الآداب بدرجة الشرف الأولى من الجامعة الوطنية الأسترالية عام 1965. تم تكريمها بمنحة من قبل الكومنويلث لتحصل على بكالوريوس في الفلسفة من كلية سومرفيل التابعة لجامعة أوكسفورد عام 1970. عادت بعدها إلى أستراليا لتعمل كمدرسة أولى في قسم الفلسفة ضمن الجامعة الوطنية الأسترالية بين عامي 1970 و1973. كانت خلال عام 1976 زميلة في معهد هارفارد للسياسة وكلية كينيدي بجامعة هارفارد.

## حياتها المهنية
كانت ريد ممثلة لأستراليا ضمن منتدى الأمم المتحدة حول دور المرأة في تطور المجتمع الذي تم انعقاده في نيويورك عام 1974. كما لعبت عدة أدوار في مجال التنمية البشرية الدولية بما يخص حقوق المرأة للأمم المتحدة وأفرع أخرى بما فيها مديرة ومستشارة سياسية لبرنامج الأمم المتحدة الإنمائي بين عامي 1989 و1988. كما قادت الوفد الأسترالي خلال المؤتمر العالمي للسنة الدولية للمرأة الذي انعقد في ولاية مكسيكو سيتي عام 1975.
تمتلك ريد 30 سنة خبرة في مجال التنمية البشرية الدولية ضمن مناطق في آسيا وأفريقيا وحوض الهادئ والشرق الأوسط والكاريبي وأمريكا الوسطى وأوروبا الشرقية ورابطة الدول المستقلة.
تضمنت حياة إليزابيث المهنية مشوارًا طويًلا في العمل مع الأمم المتحدة مثل كونها المدير المؤسس لبرنامج الأمم المتحدة الإنمائي لمكافحة الإيدز في نيويورك بين عامي 1992 و1997. ومديرة قطاع برنامج الأمم المتحدة الإنمائي حول دور المرأة في التنمية بين عامي 1989 و1991 والمدير المؤسس لمركز الأمم المتحدة لتنمية المرأة في آسيا وأفريقيا ضمن طهران بين عامي 1977 و1979.
تعمل الآن كزميل زائر في مركز العلاقات بين الجنسين في كلية الدراسات الدولية والسياسية والاستراتيجية لكلية آسيا وحوض الهادئ في الجامعة الوطنية الأسترالية. وكبير مستشاري مؤسسة التعاون الصحي في الجامعة الوطنية الأسترالية.
ترأس عملها في مجال الصحة في بابوا نيوغينيا ومركز العلاقات بين الجنسين التابعة للجامعة الوطنية الأسترالية الاجتماع العالمي بخصوص زيادة الرعاية الصحية والعلاج لمرضى نقص المناعة البشرية حول العالم.
عملت إليزابيث مع منظومة الأمم المتحدة حيث كثفت جهودها للعمل في تنفيذ سياسة وطنية للحد من انتشار فيروس نقص المناعة البشرية.

## تكريمها
مُنحت ريد الوسام الأسترالي نظرًا لخدمتها العلاقات الدولية خصوصًا فيما يخص برنامج الأمم المتحدة الإنمائي ورفاهية المرأة وتطويرها السياسات بخصوص التعامل مرض الإيدز ضمن أستراليا والعالم. انتخبت كزميلة لأكاديمية العلوم في أستراليا عام 1996 وحصلت على إفادة في الذكرى السنوية لاتحاد تشريف المرأة عام 2014.